# El Guayabo, San Francisco Logueche
El Guayabo är en ort i Mexiko.   Den ligger i kommunen San Francisco Logueche och delstaten Oaxaca, i den sydöstra delen av landet, 400 km sydost om huvudstaden Mexico City. El Guayabo ligger 1 710 meter över havet och antalet invånare är 240.
Terrängen runt El Guayabo är lite bergig. Runt El Guayabo är det ganska glesbefolkat, med 35 invånare per kvadratkilometer. Närmaste större samhälle är San Cristóbal Amatlán, 5,9 km söder om El Guayabo. Trakten runt El Guayabo består i huvudsak av gräsmarker.